# رومان بوجاييف
رومان بوجاييف (بالروسية: Бугаёв, Роман Игоревич)‏ (11 فبراير 1989 ببراتسك في روسيا - ) هو لاعب كرة قدم روسي في مركز الدفاع. شارك مع منتخب روسيا الثاني لكرة القدم. أما مع النوادي، فقد لعب مع نادي كوبان كراسنودار وطوربيدو أرمافير ‏.

## روابط خارجية
- رومان بوجاييف على موقع قاعدة بيانات كرة القدم.إي يو (الإنجليزية)
- رومان بوجاييف على موقع Soccerway.com (الإنجليزية)
- رومان بوجاييف على موقع AS.com (الإسبانية)